# ادوین توماس جینز
ادوین توماس جینز (به انگلیسی: Edwin Thompson Jaynes) (تولد پنجم ژولیه ۱۹۲۲–۳۰ آوریل ۱۹۹۸) استاد برجسته دانشگاه واشینگتن در رشته فیزیک بود. وی به‌طور گسترده‌ای در زمینه فیزیک آماری و مهمتر از آن نظریه احتمال و استنتاج آماری کار کرده‌است که از جملهٔ آن می‌توان به آثاری از وی که در سال ۱۹۵۷ به چاپ رسید و حاوی تفسیر منطقی چگونگی کارکرد اصل بیشینه آنتروپی از منظر کاربرد نظریه بیز است نام برد (گرچه اصل بیشینه آنتروپی برای اولین بار توسط گیبس به کار گرفته شد اما تا قبل از جینز فیزیکدانان نتوانسته بودند توجیه منطقی‌ای برای اثبات درستی این روش ارائه کنند).
تا قبل از مقاله‌های جینز درستی این روش مانند یک معجزه قلمداد می‌شد و باعث بروز گرایش‌های انحرافی جدیدی در فیزیک آماری و ترمودینامیک شده بود) جینز در طول حیات علمی خود با جدیت از مکتب فکری ای که نظریه احتمال را به عنوان بسط منطق ارسطویی می‌داند (امروزی این مکتب فکری به نام آماری بیز شناخته می‌شود. هرچند ذکر این نکته ضروری است که اساس این طرز تفکر توسط ریاضی‌دان معروف فرانسوی لاپلاس بنا شده است) دفاع کرد و مقاله‌های زیادی برای دفاع از این دیدگاه به چاپ رسانید. براین اساس هر زمان بتوانیم درستی فرضیات یا عبارات منطقی را با قطعیت بیان کنیم آنگاه نظریه احتمال به منطق سنتی کاهش خواهد یافت.
آخرین اثر این دانشمند برجسته کتابی تحت عنوان نظریه احتمال: منطقی برای علم می‌باشد. هرچند این کتاب قرار بود در دو جلد به چاپ برسد اما با مرگ نویسنده این کتاب نیمه تمام ماند و در یک جلد امروزه به چاپ می‌رسد. علی رقم آنکه این کتاب از نظر نویسنده کامل نیست اما حاوی مطالب بسیار ارزشمندی دربارهٔ نظریه احتمال است. درک صحیح این کتاب باعث برطرف شدن بسیاری از اشتباهات رایج در زمینه نظریه احتمال می‌شود.
جینز نشان داد که بسیاری از خطاهای به وجود آمده در مکانیک کوانتم و فیزیک آماری بر اثر عدم شناخت صحیح از نظریه احتمال حاصل شده. به این دلیل که بسیاری به اشتباه بر این باورند که احتمال وقوع یک پدیده توجیه فیزیکی دارد در حالی جینز از این نظریه دفاع می‌کرد که احتمال تنها نمایشی از وجود اطلاعات ناقص (یا عدم برخورداری از اطلاعات کامل از منظر ناظر) نسبت به یک پدیده است. در حقیقت جینز توانست مبانی ای را که توسط لاپلاس، شانن، جفری و بیز تدوین شده بود را تحت یک قالب یکپارچه جمع‌آوری کند.